# Универсальный передаточный документ
Универсальный передаточный документ (УПД) — первичный документ, содержащий одновременно все обязательные реквизиты, предусмотренные законодательством и для счетов-фактур, и для первичных учётных документов, например, актов и товарных накладных.

## История
Универсальный передаточный документ был утверждён письмом ФНС России от 21.10.2013 № ММВ-20-3/96.
УПД используется в целях бухгалтерского учета, для подтверждения права на налоговый вычет по НДС и для подтверждения затрат в целях исчисления налогов.

## Перечень хозяйственных операций для применения УПД
- отгрузка товаров (любого имущества, кроме объектов недвижимости) без транспортировки с передачей их покупателю, в том числе по посредническим договорам, когда продавцами выступают комиссионеры (агенты, поверенные);
- отгрузка товаров с транспортировкой и передачей их покупателю либо транспортной компании, в том числе по посредническим договорам, когда продавцами выступают комиссионеры (агенты, поверенные)[3];
- передача имущественных прав; передача результатов выполненных работ подрядчиком (субподрядчиком), а также исполнителем научно-исследовательских работ, и принятие их заказчиком (генподрядчиком) или заказчиком научно-исследовательских работ;
- подтверждение факта оказания услуг исполнителем, экспедитором (при составлении документа на вознаграждение экспедитора), финансовым агентом, хранителем, доверенным управляющим, комиссионером, поверенным или агентом (при составлении документа на вознаграждение комиссионеру, поверенному или агенту) и принятия услуг заказчиком, клиентом, поклажедателем, доверителем управления, комитентом или принципалом;
- подтверждение фактов отгрузки (передачи) комитенту (принципалу) товаров (работ, услуг) комиссионером (агентом), который приобрел эти товары (работы, услуги) от своего имени в интересах комитента (принципала);
- другие предусмотренные законом операции.

## Варианты применения УПД
Для указания варианта использования документу присваивается в верхнем левом углу бланка УПД статус:
- «1» — это означает, что данный документ заменяет собой как счет-фактуру, так и накладную либо акт. Следовательно, в этом случае УПД служит для расчетов по НДС и для признания расходов при налогообложении прибыли;
- «2» — это означает, что данный документ заменяет собой только накладную либо акт. Следовательно, в этом случае УПД служит для признания расходов в налоговом учете. В свою очередь для расчетов по налогу на добавленную стоимость (НДС) необходим обычный счет-фактура;
- вариант, при котором УПД заменял бы только счет-фактуру, не предусмотрен.